# Emilie Hiller
Emilie Hiller (* 27. Dezember 1871 in Ludwigsburg; † 14. April 1943 in Heilbronn) war württembergische Landtagsabgeordnete (SPD) von 1920 bis 1933.

## Leben
Sie kam als uneheliche Tochter des Schreiners Gustav Kittler und der Caroline Stöckle in Ludwigsburg zur Welt. 1873 heiratete ihr Vater die Ludwigsburgerin Marie Josephine Rühle. Nach der Geburt des ersten ehelichen Kindes zog er mit seiner Frau und den beiden Kindern wieder in seine Heimatstadt Heilbronn, wo er ab Mitte der 1870er Jahre als Schreinermeister arbeitete. Emilies Stiefmutter Marie brachte insgesamt 12 Kinder zur Welt, von denen vier bereits als Säuglinge oder Kleinkinder starben und – neben ihrer Stiefschwester Emilie – drei Töchter und fünf Söhne das Erwachsenenalter erreichten. Gustav Kittler war politisch aktiver Sozialdemokrat, geriet immer wieder mit der Obrigkeit in Konflikt und wurde auch mehrfach kurzzeitig inhaftiert. Ab 1886 war er Mitglied des Heilbronner Gemeinderats.
1890 heiratete sie – mit Zustimmung ihres Vaters, da sie noch nicht volljährig war – den sechs Jahre älteren Sozialdemokraten Heinrich Hiller, einen Tapezierer und Dekorateur aus Altdorf bei Ettenheim. Zunächst lebte das Ehepaar in der Biedermanngasse 11 im selben Haus wie Emilie Hillers Vater mit seiner Familie. Die Ehe blieb einige Jahre kinderlos; nach einer Totgeburt im Jahr 1893 brachte Emilie Hiller 1896 ihre Tochter Marie zur Welt. Ein Sohn folgte 1909, starb aber wenige Tage nach der Geburt.
Vor 1900 gab Heinrich Hiller den Beruf des Tapezierers auf. 1899 wird er als Wirt der Gaststätte Zum Ritter in der Frankfurter Straße 9 in Heilbronn erwähnt, eines der Treffpunkte der Heilbronner Sozialdemokraten. Gemeinsam mit seiner Frau führte er später das Kaffee-Restaurant Viktoria in der Wilhelmstraße 58. In der Wilhelmstraße wohnte das Paar auch.
Um 1900 trat Emilie Hiller der SPD bei und gründete 1908 die Heilbronner SPD-Frauengruppe, die mit ihr als langjähriger Vorsitzenden in ihrer Arbeit so erfolgreich war, dass Ende 1928 41,2 % der Heilbronner SPD-Mitglieder Frauen waren gegenüber 17,5 % in der Stuttgarter SPD.
1919 bis 1920 gehörte sie gemeinsam mit ihrem Vater der Verfassunggebenden Landesversammlung für Württemberg an, und von 1920 bis 1933 war sie Abgeordnete im Landtag des freien Volksstaates Württemberg. Sie war jeweils über die Landesliste eingezogen, nur 1927 übernahm sie für den Rest der Legislaturperiode das Heilbronner Bezirkslisten-Mandat des verstorbenen August Hornung, wofür dann Jakob Weimer von der Landesliste in den Landtag nachrückte. Im Landtag war sie u. a. zeitweise Mitglied des Rechtsausschusses und engagierte sich für humaneren Strafvollzug, für Kinder, besonders die in Fürsorgeerziehung, für die Belange der unteren Bevölkerungsschichten sowie die Emanzipation der Frauen. Schon in den 1920er-Jahren setzte sie sich für die Abschaffung des § 218 StGB ein. Als Frauenvertreterin gehörte sie dem Landesvorstand der SPD Württemberg-Hohenzollern an.
Nach Beginn der NS-Herrschaft endete ihre politische Laufbahn im Juni 1933. Das der SPD-nahen Vereinsdruckerei (Herausgeberin der SPD-Tageszeitung Neckar-Echo) gehörende Gebäude, in dem sich ihre Gaststätte befand, wurde von den neuen Machthabern enteignet; die Gaststätte musste deshalb geschlossen werden, bevor sie 1934 von einem neuen Wirt übernommen wurde. Nach der Enteignung lebten Emilie und Heinrich Hiller ein zurückgezogenes Rentnerdasein. Emilie Hiller starb am 14. April 1943 und wurde drei Tage später kremiert.